# Lygocoris hirticulus
Lygocoris hirticulus är en insektsart som först beskrevs av Van Duzee 1916.  Lygocoris hirticulus ingår i släktet Lygocoris och familjen ängsskinnbaggar. Inga underarter finns listade i Catalogue of Life.